# 杂高粱
杂高粱（学名：Sorghum almum），为禾本科高粱属下的一个植物种。